# HSE
HSE (legalmente Home Shopping Europe GmbH) è un canale televisivo tedesco di televendite.
È stato lanciato il 16 ottobre 1995 sotto il nome di H.O.T (Home Order Television). Successivamente è stato rinominato in Home Shopping Europe nel 2001 e in HSE24 nel 2004.
Offre attualmente una programmazione di 24 ore su tre emittenti. Circa 800 dipendenti e 2.500 altri lavorano per l'azienda nei settori dei call center per l'accettazione dell'ordine e la logistica. Secondo HSE, vengono distribuiti in media 37.000 pacchetti giornalieri e gestiscono una media di 39.000 chiamate al giorno.
Il 13 gennaio 2021 il marchio è stato ribattezzato in HSE.

## Loghi

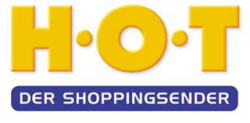
1995 - 2001
2001 - 2004
2009 - 2021
2021 - in uso